# アルバ家
アルバ家（西：La Casa de Alba）は、スペインの代表的な公爵家。その起源は、1429年にカスティーリャ王エンリケ4世によってガルシア・アルバレス・デ・トレドがアルバ公に叙されたことに始まる。その際、カスティーリャ王家の親類の娘を妻に迎えている。
芸術家のパトロンとしても有名であり、アルバ家と関係の深い芸術家として、フアン・デル・エンシーナやフランシスコ・デ・ゴヤなどがいる。

## 代表的な人物
- フェルナンド・アルバレス・デ・トレド - 第3代アルバ公
- ファドリケ・アルバレス・デ・トレド - 第4代アルバ公
- エレオノーラ・ディ・トレド - トスカーナ大公コジモ1世の妃
- マリア・デル・ピラール・カジェターナ - 第13代アルバ公ホセ・アルバレス・デ・トレドの妻。フランシスコ・デ・ゴヤの代表作の一つ『アルバ公爵夫人』のモチーフとなった。また『着衣のマハ』『裸のマハ』も夫人をモチーフにしているという説がある。